# Albrecht von Sydow
Albrecht von Sydow (Potsdam, 1799 – Magdeburg, 1861. július 18.) német földrajztudós, Tátra-kutató, a porosz hadsereg tisztje, topográfusa, tábornok.
Carl Ritter berlini geográfus előadásától inspirálva 1827-ben járt a Tátrában, akkor még hadnagyi rangban. Megfigyeléseit a Bemerkungen auf einer Reise im Jahre 1827 nach den Central-Karpathen, als Beitrag zur Characteristik dieser Gebirgsgegenden und ihrer Bewohner (Berlin 1830) című könyvében tette közzé. A könyv melléklete volt a Die Central-Karpathen című Tátra-térkép, ez Heinrich Wolffal közös műve volt. Heinrich Wolf is járt a Tátrában, de valószínű Sydow-tól függetlenül. Ez volt a második megjelentetett Tátra-térkép. A mű és a térkép a Tátra-irodalom egyik alapműve, mivel a saját megfigyeléseit a Tátráról addig megjelent ismeretekkel párosította. Alapos és sokoldalú munka, amelyben a Tátra földrajzi, geológiai viszonyai, állat- és növényvilága, valamint történelmi értékű anyag szerepel.